# 滝川直央
滝川 直央（たきがわ なお、1977年3月3日 - ）は日本のブラジリアン柔術家。グレイシーバッハJAPAN代表。黒帯4段。

## プロフィール
1990年代後半から6年間ブラジルで修行し、グレイシーバッハのリオデジャネイロ本部で外国人初のインストラクターを務めた。
2004年に日本人として初めてグレイシーバッハ創立者であるカーロス・グレイシーJr.から黒帯を授与され、2005年兵庫県神戸市にグレイシーバッハJAPANを開設。現在はグレイシーバッハの日本におけるリージョナルディレクターを務める。